# Uracher Wasserfall

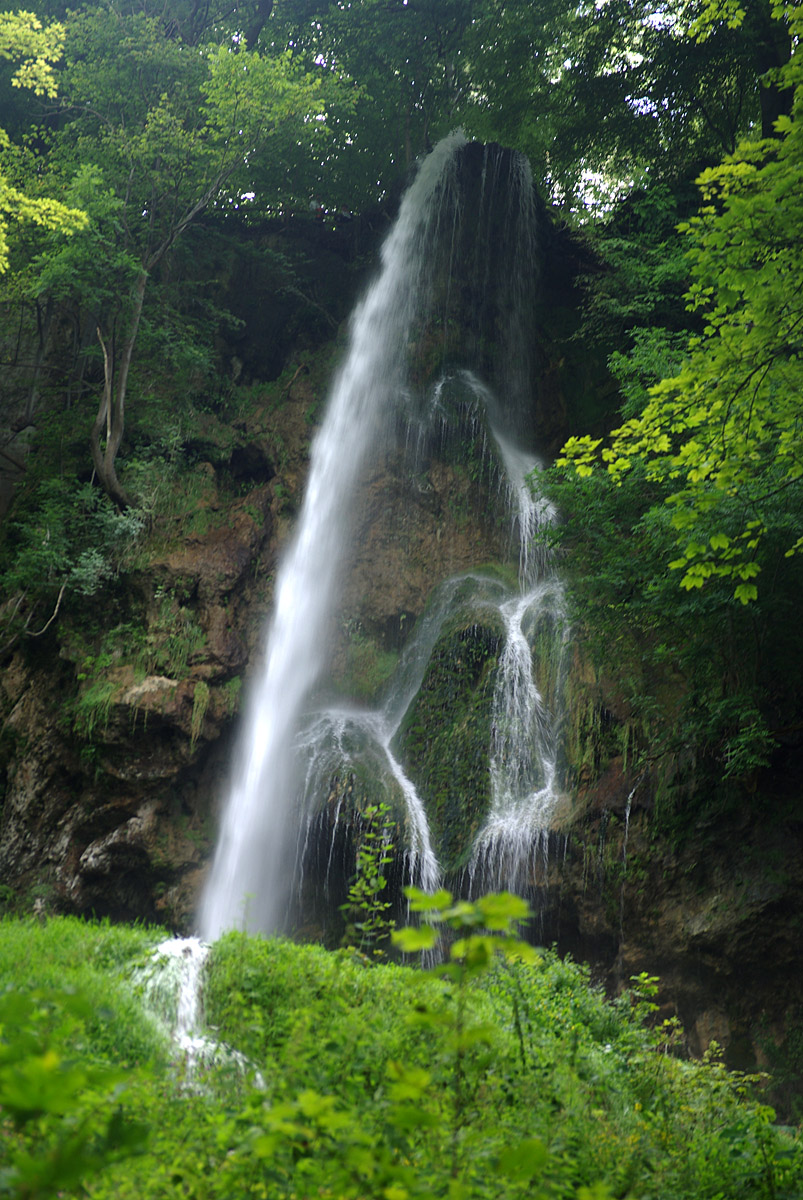
Der Uracher Wasserfall im Sommer

Der Uracher Wasserfall befindet sich zwei Kilometer südwestlich von Bad Urach im Maisental, einem Seitental der Erms. Hier stürzt der Abfluss der am Rande der Schwäbischen Alb entspringenden Quelle des Brühlbachs 37 Meter frei in die Tiefe, schlägt auf einer Kalktuffstufe auf und fließt weitere 50 Meter über ein steil abfallendes moosbewachsenes Kalktuffpolster ab. Je nach Wassermenge bilden sich dabei mehrere Wasserarme, die dann wieder als Brühlbach zusammen- und weiterfließen.

## Geologie

### Herkunft und Menge des Wassers
Die Quelle entspringt in einer Höhe von 623 m ü. NN, etwa vier Kilometer nordöstlich von Würtingen.
In der Umgebung Würtingens sickert Regenwasser durch die kalkigen Gesteinsschichten. Dabei nimmt das kohlensäurehaltige Wasser Kalk auf und sammelt sich auf der darunter liegenden wasserundurchlässigen Mergelschicht. Als Karstquelle tritt es ungefähr 28 Stunden nach seiner Versickerung auf einer Hochwiese unterhalb des Albtraufs zu Tage und bildet schon wenige Meter weiter den Wasserfall.
Die Wasserausschüttung der Quelle variiert abhängig von Wetter und Jahreszeit von rund 70 l/s, beispielsweise im Hochsommer, bis zu 420 l/s nach starken Regenfällen oder während der Schneeschmelze.

### Kalkablagerungen

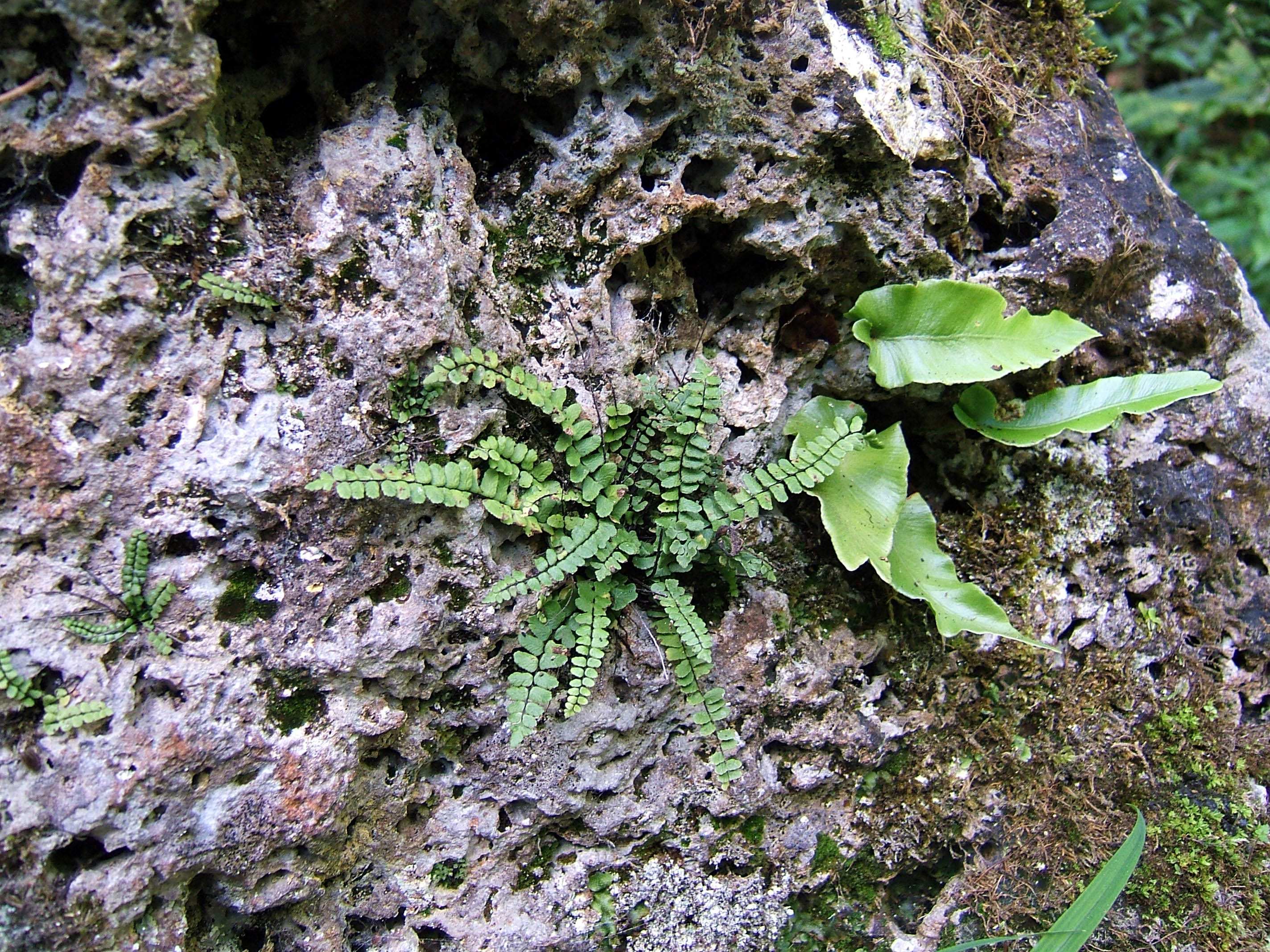
Farne auf Kalktuff-Fels neben dem Wasserfall

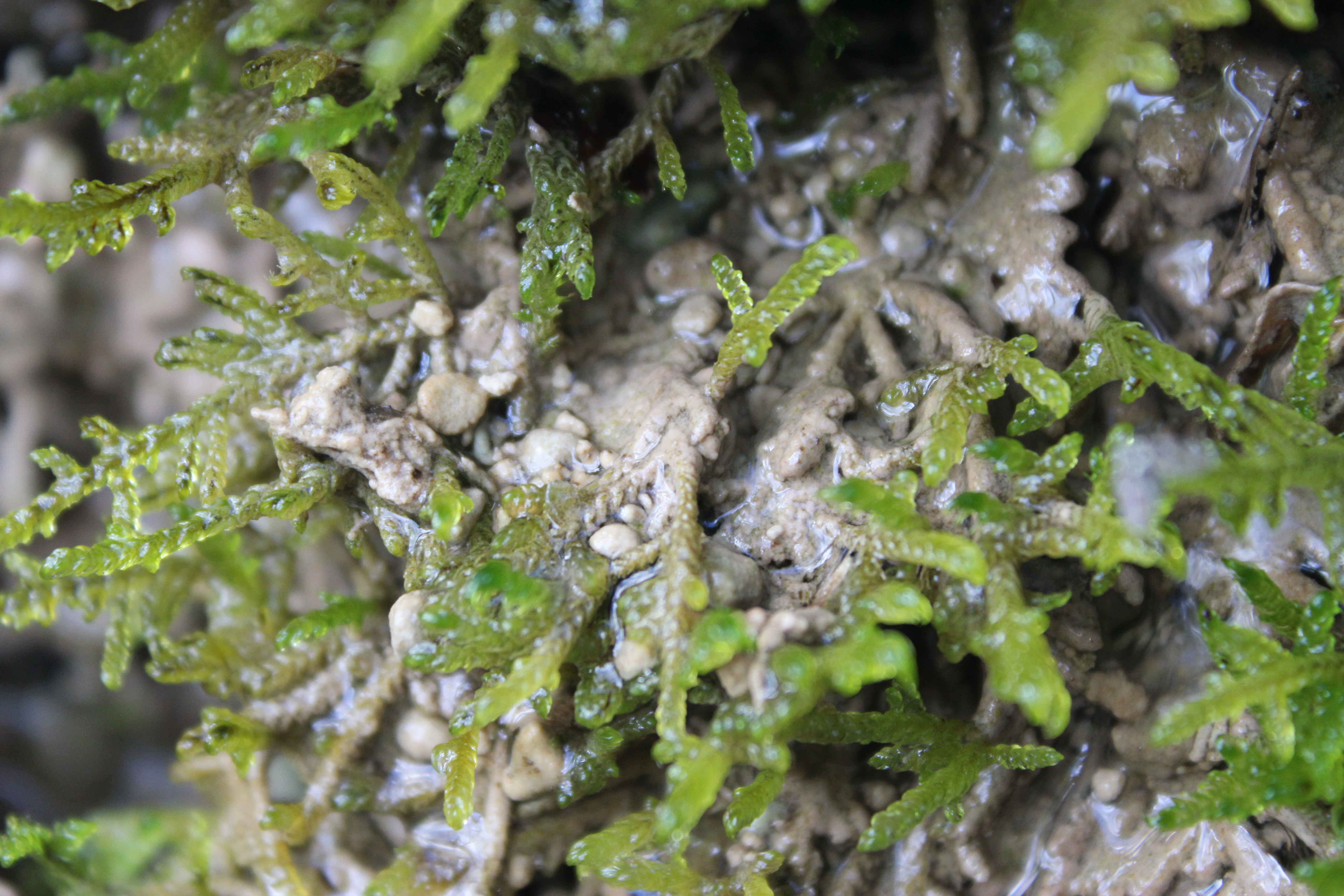
Kalktuffbildung an Moosen

Beim Austritt der Quelle wird der Kalk wieder abgeschieden, weil bei geringerem Druck und höherer Temperatur die Löslichkeit von Calciumcarbonat in Wasser abnimmt. Ein zerklüftetes Kalktuff-Plateau umgibt die Quelle. Die Rinne des Baches kurz vor der Absturzstelle des Wasserfalls entstand nicht durch Abtragung, sondern durch Ablagerung, bei jedem Überschwappen des Baches setzt sich Kalk am Rande ab. In der Mitte des fließenden Wassers ausgefällter Kalk wird dagegen von der Strömung mitgenommen und bildet unterhalb des Wasserfalls die Kalktuffstufen.
Durch die beim Auftreffen des Wassers auf die Kalkstufen entstehende Gischt verteilen sich feine kalkhaltige Wassertröpfchen auch auf Blätter, Moos, Baumstämme, Steine und anderes in der Umgebung des Wasserfalls und überziehen diese so mit einer Kalkschicht.
An der Absturzstelle des Wasserfalles bildet sich durch den dort abgelagerten Kalk ein über den Rand der Hochfläche hinausragender Kalktuffvorsprung, der immer weiter anwächst. Durch ihr Eigengewicht bricht diese Kalktuffnase von Zeit zu Zeit ab und stürzt in die Tiefe.

## Schützenswertes Geotop
Wasserfälle mit Kalktuffbildung sind sehr sensible Geotope und bieten Lebensraum für teils seltene Tiere und Pflanzen. Kalktuffquellen können durch unterschiedliche Faktoren gefährdet sein, zum Beispiel durch mechanische Zerstörung der fragilen Kalktuffgebilde durch Trittbelastung von Tieren und Menschen. Auch der Uracher Wasserfall ist als geschütztes Geotop ausgewiesen. Zusätzlich ist der Bereich um den Uracher Wasserfall weiter geschützt. Er befindet sich im FFH-Gebiet Uracher Talspinne, gehört zur Pflegezone des Biosphärengebiets Schwäbische Alb und ist Teil des Naturschutzgebietes Rutschen.

## Wasserbauliche Maßnahmen und Nutzung

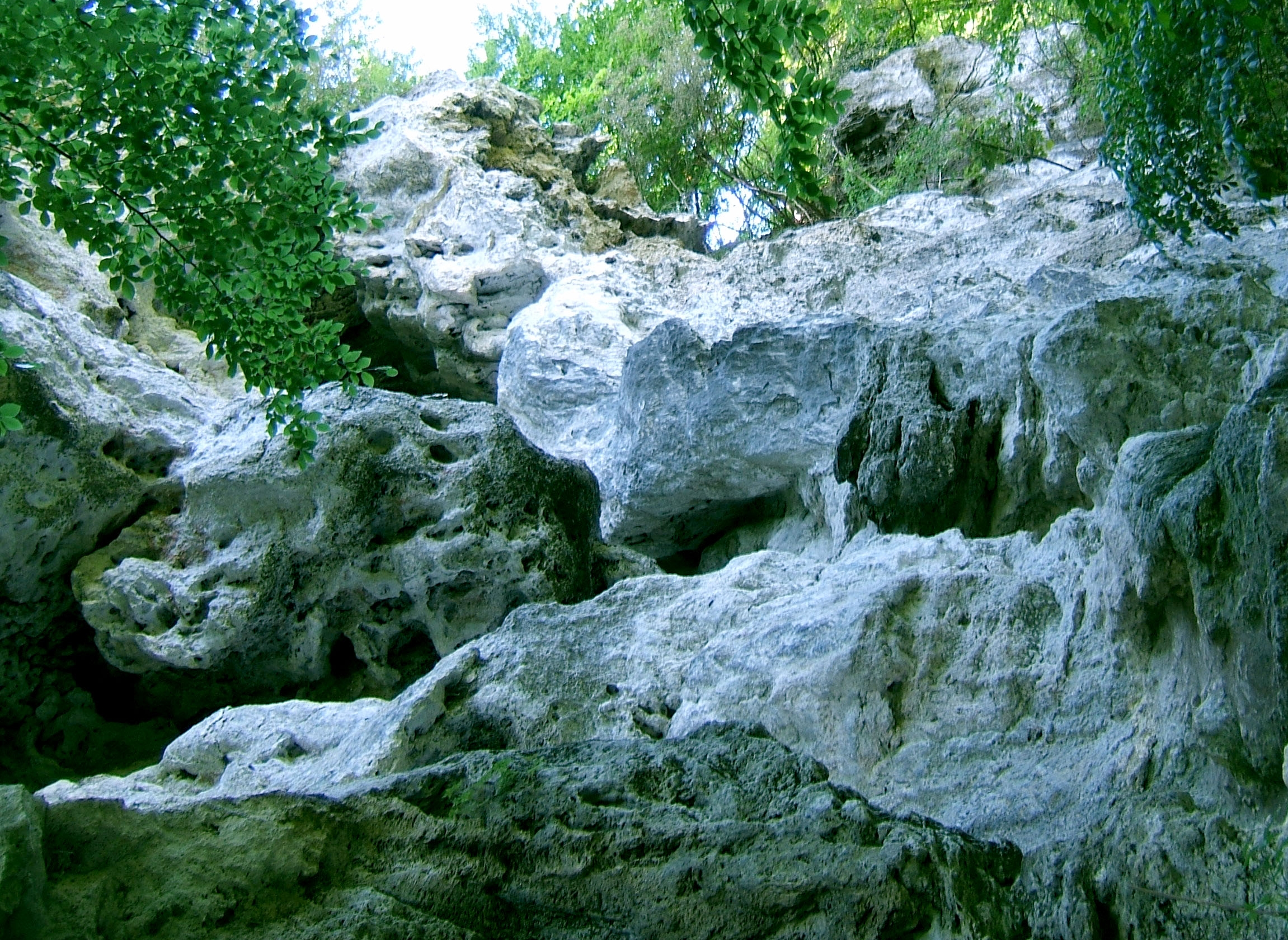
Kalksinter am Wasserfall

Ursprünglich floss das Wasser in vielen kleinen Fällen ins Tal, weil das Wasser aus der Karstquelle auf der Hochwiese sich in zahlreiche Rinnsale aufspaltete. Erst durch die Zusammenführung dieser kleinen Wasserläufe in einem schmalen Bachbett Ende des 19. Jahrhunderts entstand der heutige Wasserfall.
Der Abbau der Kalkterrasse des Uracher Wasserfalls zur Gewinnung von Baumaterial wurde eingestellt. Der dortige Kalktuff wurde unter anderem beim Bau der Uracher Amanduskirche verwendet.
Auf der rechten Seite des Wasserfalls wurde ein Weg angelegt, auf dem man zur Hochfläche ansteigen kann. Ein im 19. Jahrhundert am Wasserfall betriebenes Teehaus existiert nicht mehr.
Zu Fuß etwa 2,1 km entfernt, auf der Straße etwa doppelt so weit, liegt seit 1873 der Haltepunkt Bad Urach Wasserfall an der Ermstalbahn.

## Motiv der Literatur

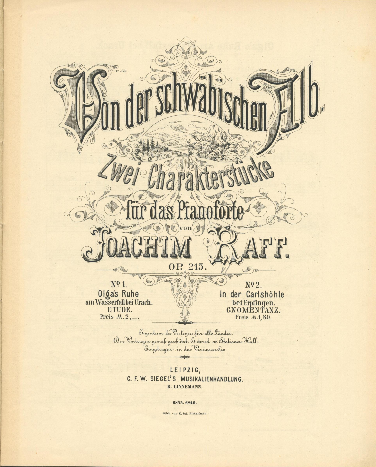
Olga's Ruhe (1886)

In seinen Gedichten und in Briefen an seine Freunde erwähnt Eduard Mörike auch den Wasserfall, beispielsweise im Gedicht Besuch in Urach. Seinem Freund Johannes Mährlen schrieb er über den Uracher Wasserfall diese Verse:
Ein Wasserfall, mein Freund

Uns beiden wohlbekannt.

Wie manchmal standen wir davor,

An ihm berauschend Aug und Ohr

Da wir noch andre Burschen waren…
Joachim Raffs Komposition Olga's Ruhe am Wasserfall bei Urach zeugt vom Wunsch des Württembergischen Herrscherhauses, sich in der Landschaft zu verewigen.

## Bilder

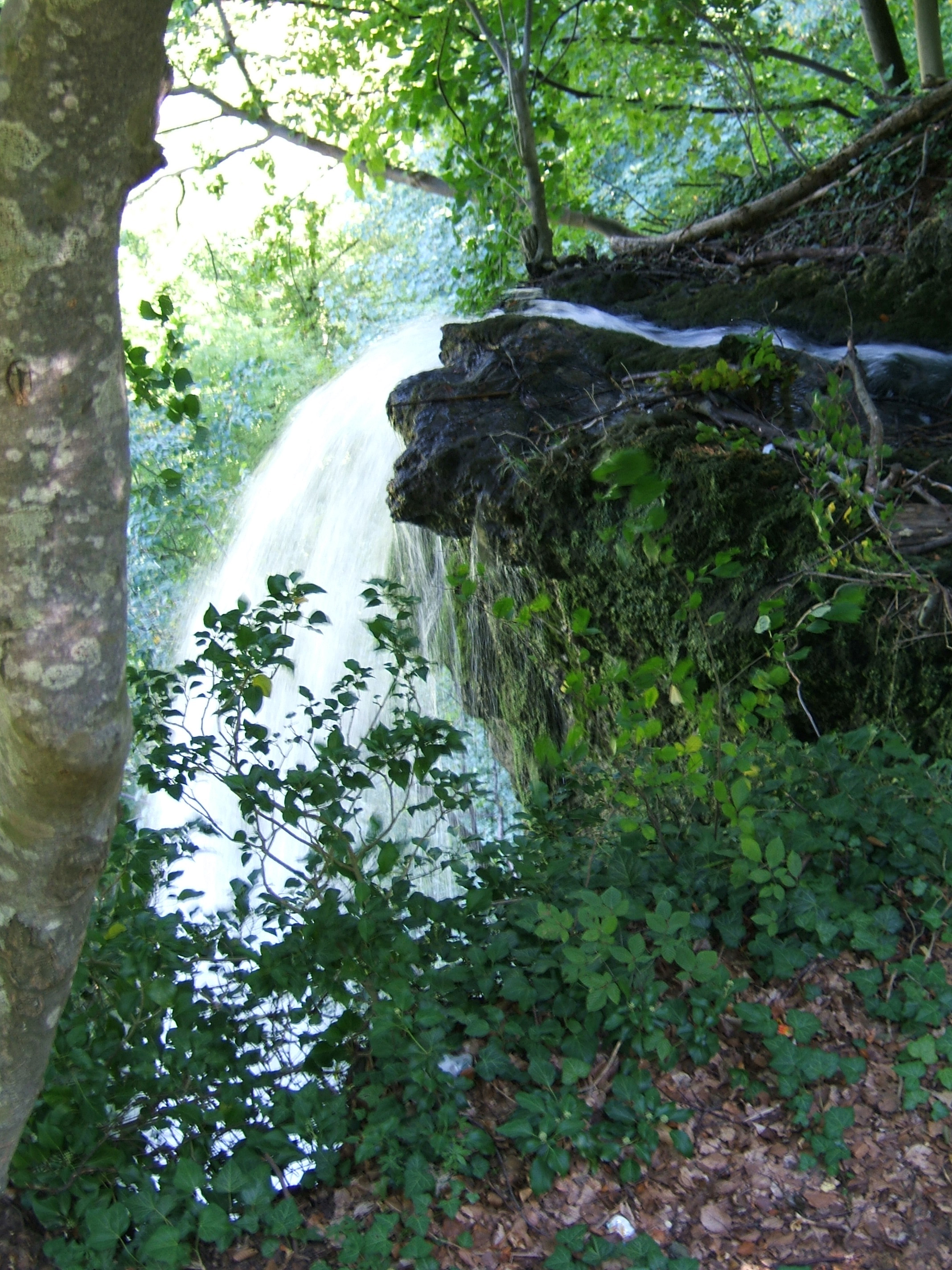
Absturz des Wasserfalls über die Kalktuffnase
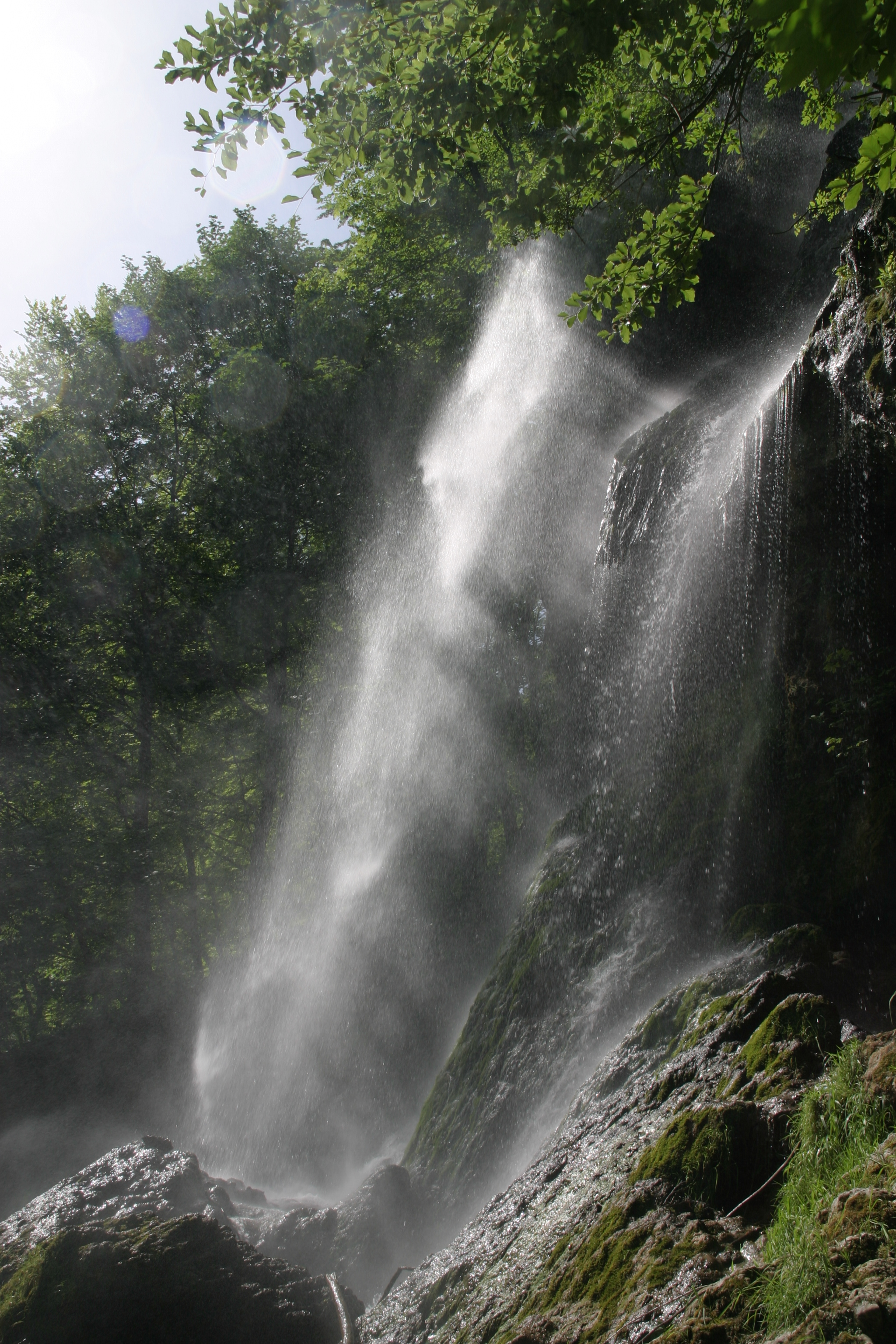
Gischtschleier im Sonnenlicht
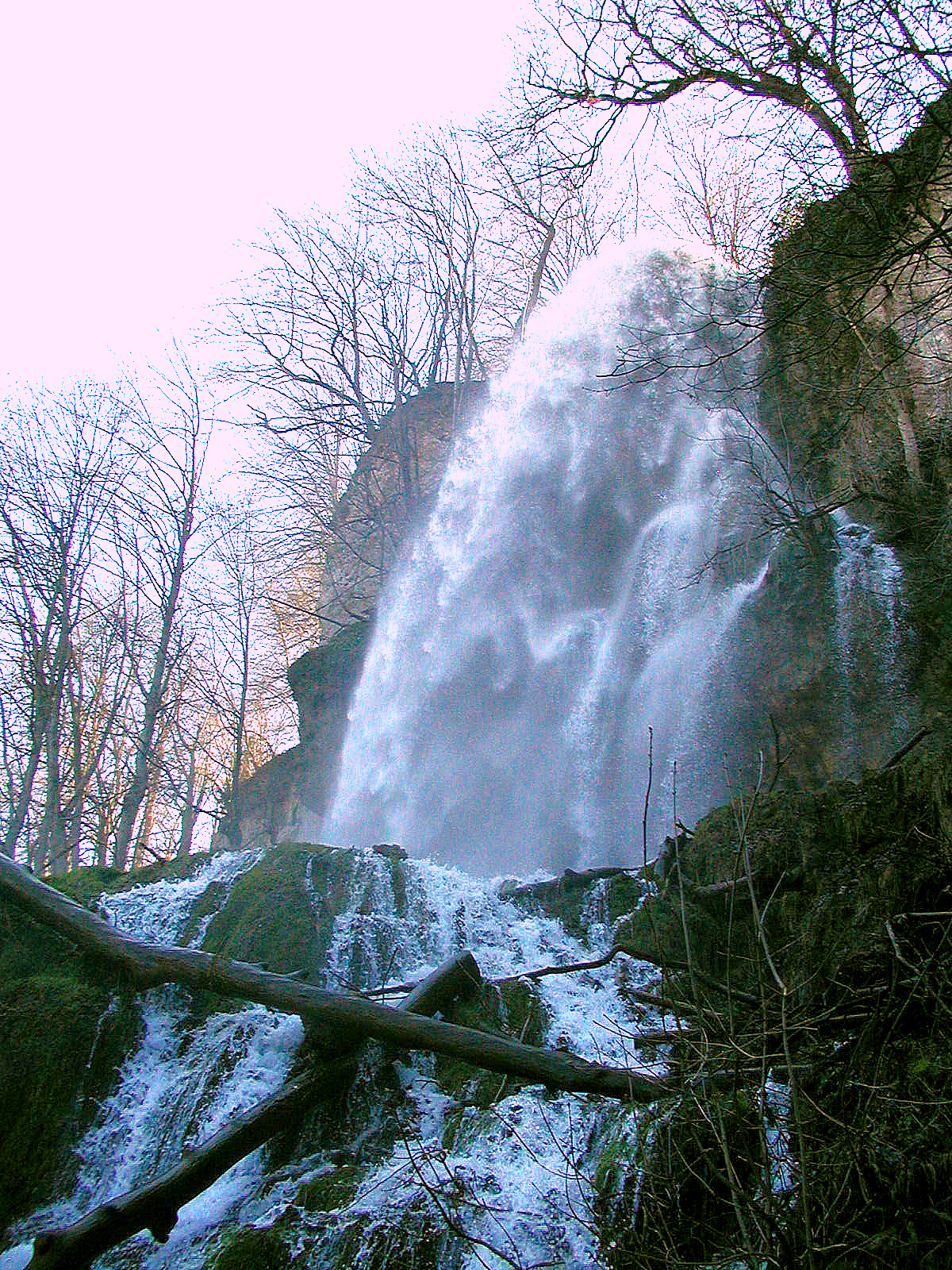
Der Wasserfall zur Zeit der Schneeschmelze
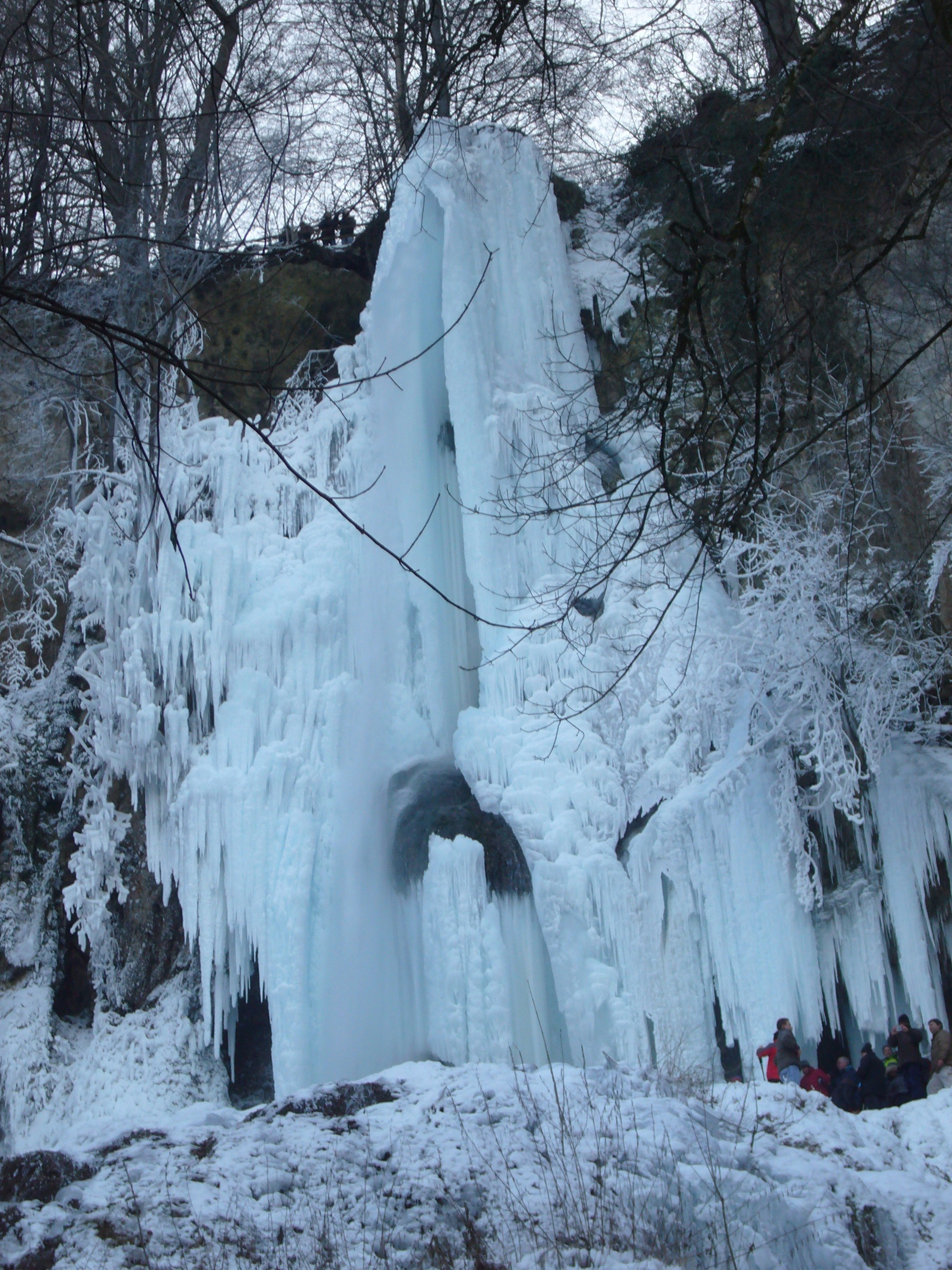
Der vereiste Wasserfall im Januar 2012
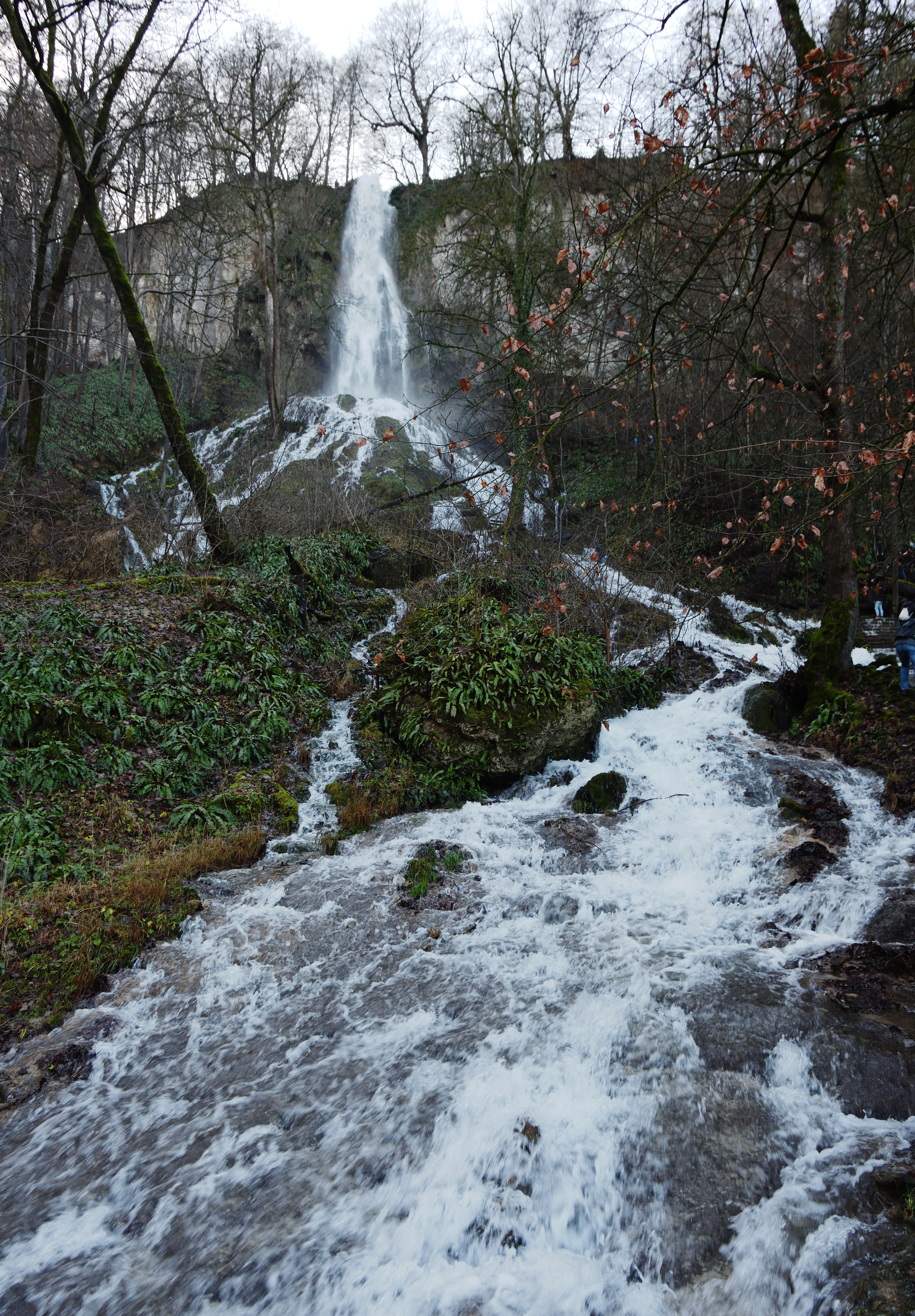
Nach Starkregen im Januar 2018